# Mindy Sterling
Mindy Lee Sterling (Paterson, 11 luglio 1953) è un'attrice e doppiatrice statunitense nota principalmente per aver interpretato il ruolo di Frau Farbissina nella trilogia di film dedicata a Austin Powers.
Tra i ruoli per cui è maggiormente conosciuta si ricordano anche quelli di Francine Briggs nella sitcom di Nickeldeon iCarly, della preside Susan Skidmore nella serie televisiva di Disney Channel A.N.T. Farm - Accademia Nuovi Talenti, di Janice in Legit e per aver prestato la propria voce ai personaggi di Ms. Endive in Chowder - Scuola di cucina e di Lin Beifong in La leggenda di Korra.

## Biografia
Mindy Lee Sterling nasce a Paterson in New Jersey l'11 luglio 1953, figlia dell'attore e comico Dick Sterling e di una mamma ballerina. Di religione ebraica, è sposata con Brian L. Gadson dal quale nel 1994 ha avuto un figlio di nome Max.

### Carriera
La carriera dell'attrice inizia nel 1979, anno in cui recita in un piccolo ruolo in un episodio della serie televisiva Truck Driver, inizierà però a recitare regolarmente in film e serie televisive solamente a partire dal 1985, apparendo tra gli anni '80 e  '90 in film come UFOria, Chi è sepolto in quella casa?, Spazzatura business, in serie televisive come Balki e Larry - Due perfetti americani e CBS Summer Playhouse, e doppiando due personaggi nel film d'animazione Le avventure del piccolo tostapane. Dopo questi ruoli minori nel 1991 entra a far parte del cast del programma televisivo comico On the Television trasmesso da Nick at Nite, in cui appare in sette puntate.
Durante gli anni '90 continua costantemente a recitare, apparendo tra gli altri in alcuni episodi delle serie televisive The Larry Sanders Show, Bayside School - Un anno dopo, Otto sotto un tetto, Friends e nei film A letto con l'amico e Man of the Year, ma è soltanto nel 1997 che ottiene la fama internazionale recitando nel primo film della saga di Austin Powers dal titolo Austin Powers - Il controspione. Nel film interpreta Frau Farbissina, la comandante tedesca dell'esercito del Dottor Male, oltre che sua compagna e madre di Scott Male. La Sterling tornerà ad interpretare questo ruolo, anche nei successivi due film, Austin Powers - La spia che ci provava (1999) e Austin Powers in Goldmember (2002), ottenendo anche nomination ai Blockbuster Entertainment Awards e Teen Choice Awards.
Dopo il successo ottenuto grazie a Austin Powers, l'attrice inizierà ad essere scelta per apparire sempre più spesso in ruoli anche di spicco in numerose produzioni, recitando durante la sua carriera in più di duecento opere tra film, serie televisive e cortometraggi. Possiamo trovare l'attrice recitare, oltre in quelli già citati degli anni precedenti, nei film Bella da morire (1999), Il Grinch (2000), Totally Blonde (2001), EuroTrip (2004), Reno 911!: Miami (2007), Extreme Movie (2008), Spring Breakdown (2009), Milo su Marte (2011), Transformers 3 (2011), The Good Neighbor (2016) e nelle serie televisive Manhattan, AZ (2000), Even Stevens (2001), Hidden Hills (2003), On the Spot (2003), Joey (2004), Reno 911! (2004-2009), Raven (2005), iCarly (2007-2012), Scrubs - Medici ai primi ferri (2008), My Name Is Earl (2008), My Own Worst Enemy (2008), Desperate Housewives (2010-2011), A.N.T. Farm - Accademia Nuovi Talenti (2011-2013), Legit (2013-2014), Con Man (2015-2017), Black-ish (2015-2017), The Goldbergs (2017-2018) e Una serie di sfortunati eventi (2018).
Ha inoltre doppiato alcuni personaggi in Justice League Unlimited (2005), L'era glaciale 2 - Il disgelo (2006), American Dragon: Jake Long (2006), Robot Chicken (2006-2008), Chowder - Scuola di cucina (2007-2010), Alpha and Omega (2010), Kick Chiapposky - Aspirante stuntman (2010-2012), Scooby-Doo! Mystery Incorporated (2011-2012), Scooby-Doo! e il Festival dei vampiri (2012), Scooby-Doo e la maschera di Blue Falcon (2012), La leggenda di Korra (2012-2014), Monsters University (2013), Minions (2015), Be Cool, Scooby-Doo! (2015), Animals (2016), Le avventure del gatto con gli stivali (2016-2018), Cattivissimo me 3 (2017), Batman e Harley Quinn (2017) e Il Grinch (2018).

## Filmografia parziale

### Attrice

#### Cinema
- Il diavolo e Max (The Devil and Max Devlin), regia di Steven Hilliard Stern (1981)
- UFOria, regia di John Binder (1985)
- Chi è sepolto in quella casa? (House), regia di Steve Miner (1985)
- A letto con l'amico (The Favor), regia di Donald Petrie (1994)
- Due teneri angioletti (The Crazysitter), regia di Michael McDonald (1994)
- Man of the Year, regia di Dirk Shafer (1995)
- Austin Powers - Il controspione (Austin Powers: International Man of Mystery), regia di Jay Roach (1997)
- Giovani diavoli (Idle Hands), regia di Rodman Flender (1999)
- Austin Powers - La spia che ci provava (Austin Powers: The Spy Who Shagged Me), regia di Jay Roach (1999)
- Bella da morire (Drop Dead Gorgeous), regia di Michael Patrick Jann (1999)
- Schegge di cielo (The Sky Is Falling), regia di Florrie Laurence (1999)
- Il Grinch (How the Grinch Stole Christmas), regia di Ron Howard (2000)
- Totally Blonde, regia di Andrew Van Slee (2001)
- Austin Powers in Goldmember, regia di Jay Roach (2002)
- EuroTrip, regia di Jeff Schaffer (2004)
- I 12 cani di Natale (The 12 Dogs of Christmas), regia di Kieth Merrill (2005)
- Domestic Import, regia di Kevin Connor (2006)
- Reno 911!: Miami, regia di Robert Ben Garant (2007)
- Frank qua la zampa (Frank), regia di Douglas Cheney (2007)
- Wieners - Un viaggio da sballo (Wieners), regia di Mark Steilen (2008)
- Extreme Movie, regia di Adam Jay Epstein e Andrew Jacobson (2008)
- Spring Breakdown, regia di Ryan Shiraki (2009)
- Jesus People: The Movie, regia di Ryan Shiraki (2009)
- Monster Mutt, regia di Todd Tucker (2011)
- Transformers 3 (Transformers: Dark of the Moon), regia di Michael Bay (2011)
- L'acchiappadenti 2 (Tooth Fairy 2), regia di Alex Zamm (2012)
- Any Day Now, regia di Travis Fine (2012)
- Noobz, regia di Blake Freeman (2012)
- The Newest Pledge, regia di Jason Michael Brescia (2012)
- Zeus - Una Pasqua da cani (The Dog Who Saved Easter), regia di Sean Olson (2014)
- Piccole canaglie alla riscossa (The Little Rascals Save the Day), regia di Alex Zamm (2014)
- Un'estate da cani - Il ritorno di Zeus (The Dog Who Saved Summer), regia di Sean Olson (2015)
- The Good Neighbor, regia di Kasra Farahani (2016)
- All About Nina, regia di Eva Vives (2018)

#### Televisione
- Truck Driver (B.J. and the Bear) – serie TV, episodio 1x08 (1979)
- Balki e Larry - Due perfetti americani (Perfect Strangers) – serie TV, episodio 1x03 (1986)
- CBS Summer Playhouse – serie TV, episodio 3x02 (1989)
- Spazzatura business (Working Tra$h), regia di Alan Metter – film TV (1990)
- Evening Shade – serie TV, episodio 2x09 (1991)
- On the Television – programma TV, 7 puntate (1991)
- Riders in the Sky – serie TV, episodi 1x03-1x06 (1991)
- The Larry Sanders Show – serie TV, episodi 1x06-1x11-1x13 (1992)
- Bayside School - Un anno dopo (Saved by the Bell: The College Years) – serie TV, episodi 1x07-1x14 (1993)
- Otto sotto un tetto (Family Matters) – serie TV, episodi 4x21-6x20 (1993-1995)
- Sister, Sister – serie TV, episodio 2x19 (1995)
- Dream On – serie TV, episodio 6x10 (1992)
- Friends – serie TV, episodio 2x24 (1996)
- Ellen – serie TV, episodio 4x15 (1997)
- Manhattan, AZ – serie TV, 8 episodi (2000)
- She Spies – serie TV, episodio 1x02 (2002)
- Hidden Hills – serie TV, episodi 1x13-1x14 (2003)
- On the Spot – serie TV, 5 episodi (2003)
- Joey – serie TV, episodio 1x10 (2004)
- Reno 911! – serie TV, episodi 2x13-2x16-6x13 (2004-2009)
- Raven (That's So Raven) – serie TV, episodio 3x29 (2005)
- The King of Queens – serie TV, episodio 8x13 (2006)
- Getting Played, regia di David Silberg – film TV (2006)
- Zack e Cody al Grand Hotel (The Suite Life of Zack and Cody) – serie TV, episodio 2x24 (2006)
- iCarly – serie TV, 9 episodi (2007-2012)
- Nolan - Come diventare un supereroe (Shredderman Rules), regia di Savage Steve Holland – film TV (2007)
- Curb Your Enthusiasm – serie TV, episodio 6x10 (2007)
- Scrubs - Medici ai primi ferri – serie TV, episodio 7x08 (2008)
- My Name Is Earl – serie TV, episodio 4x01 (2008)
- My Own Worst Enemy – serie TV, 5 episodi (2008)
- La peggiore settimana della nostra vita (Worst Week) – serie TV, episodio 1x11 (2008)
- Mamma, che Natale da cani! (The Dog Who Saved Christmas), regia di Michael Feifer – film TV (2009)
- 10 cose che odio di te (10 Things I Hate About You) – serie TV, episodio 1x16 (2010)
- Desperate Housewives – serie TV, 6 episodi (2010-2011)
- Un bianco Natale per Zeus (The Dog Who Saved Christmas Vacation), regia di Michael Feifer – film TV (2010)
- A.N.T. Farm - Accademia Nuovi Talenti (A.N.T. Farm) – serie TV, 21 episodi (2011-2013)
- Zeus alla conquista di Halloween (The Dog Who Saved Halloween), regia di Peter Sullivan – film TV (2011)
- 2 Broke Girls – serie TV, episodio 1x10 (2011)
- The League – serie TV, episodio 3x09 (2011)
- Zeus e il Natale in California (The Dog Who Saved the Holidays), regia di Michael Feifer – film TV (2012)
- Aiutami Hope! (Raising Hope) – serie TV, episodio 4x06 (2013)
- Legit – serie TV, 14 episodi (2013-2014)
- Franklin & Bash – serie TV, episodio 4x09 (2014)
- The Soul Man – serie TV, episodio 4x09 (2015)
- Young & Hungry - Cuori in cucina (Young & Hungry) – serie TV, episodio 2x21 (2015)
- Con Man – serie TV, 16 episodi (2015-2017)
- Black-ish – serie TV, 4 episodi (2015-in corso)
- The Detour – serie TV, episodio 1x01 (2016)
- The Goldbergs – serie TV, 43 episodi (2017-2023)
- Life in Pieces – serie TV, episodio 3x09 (2018)
- Grace and Frankie – serie TV, episodio 4x10 (2018)
- School of Rock – serie TV, episodio 3x13 (2018)
- Una serie di sfortunati eventi (A Series of Unfortunate Events) – serie TV, episodio 2x05-2x06 (2018)
- Ghosted – serie TV, episodio 1x13 (2018)
- Hotel Du Loone – serie TV, 5 episodi (2018)
- The Shrink Next Door – miniserie TV, episodio 1x06 (2021)

### Doppiatrice
- Le avventure del piccolo tostapane (The Brave Little Toaster), regia di Jerry Rees (1987)
- Spider-Man 2 – videogioco (2004) – May Parker
- EverQuest II – videogioco (2004)
- Justice League Unlimited – serie animata, episodi 1x12-1x13 (2005)
- L'era glaciale 2 - Il disgelo (Ice Age: The Meltdown), regia di Carlos Saldanha (2006)
- American Dragon: Jake Long – serie animata, episodi 2x04-2x10 (2006)
- Superman Returns – videogioco (2006)
- Robot Chicken – serie animata, 4 episodi (2006-2008)
- Chowder - Scuola di cucina (Chowder) – serie animata, 28 episodi (2007-2010)
- Kick Chiapposky - Aspirante stuntman (Kick Buttowski: Suburban Daredevil) – serie animata, 8 episodi (2010-2012)
- Alpha and Omega, regia di Anthony Bell e Ben Gluck (2010)
- Scooby-Doo! Mystery Incorporated – serie animata, episodi 1x25-2x10-2x11 (2011-2012)
- Milo su Marte (Mars Needs Moms), regia di Simon Wells (2011)
- The Looney Tunes Show – serie animata, episodio 1x22 (2011)
- La leggenda di Korra (The Legend of Korra) – serie animata, 28 episodi (2006-2008)
- Scooby-Doo! e il Festival dei vampiri (Scooby-Doo! Music of the Vampire), regia di David Block (2012)
- Winx Club – serie animata, episodi 4x22-4x23 (2012)
- Scooby-Doo e la maschera di Blue Falcon (Scooby-Doo! Mask of the Blue Falcon), regia di Michael Goguen (2012)
- Monsters University, regia di Dan Scanlon (2013)
- Minions, regia di Kyle Balda e Pierre Coffin (2015)
- Maiale Capra Banana Grillo (Pig Goat Banana Cricket) – serie animata, episodio 1x09 (2015)
- Be Cool, Scooby-Doo! – serie animata, episodio 1x08 (2015)
- TripTank – serie animata, episodi 2x02-2x08-2x18 (2015-2016)
- Le avventure del gatto con gli stivali (The Adventures of Puss in Boots) – serie animata, episodi 4x05-4x07-6x02 (2016-2018)
- Animals. – serie animata, episodi 1x08-1x09 (2016)
- Mike Tyson Mysteries – serie animata, episodio 2x15 (2016)
- Kung Fu Panda - Mitiche avventure (Kung Fu Panda: Legends of Awesomeness) – serie animata, episodio 3x19 (2016)
- Con Man: The Game – videogioco (2016)
- Cattivissimo me 3 (Despicable Me 3), regia di Kyle Balda e Pierre Coffin (2017)
- Batman e Harley Quinn (Batman and Harley Quinn), regia di Sam Liu (2017)
- Voltron: Legendary Defender – serie animata, episodi 2x04-5x03 (2017-2018)
- A casa dei Loud (The Loud House) – serie animata, episodi 2x15-3x06 (2017-2018)
- Le epiche avventure di Capitan Mutanda (The Epic Tales of Captain Underpants) – serie animata, episodio 1x13 (2018)
- Il Grinch (The Grinch), regia di Scott Mosier e Yarrow Cheney (2018)

## Doppiatrici italiane
Nelle versioni in italiano delle opere in cui ha recitato, Mindy Sterling è stata doppiata da:
- Carmen Onorati in Austin Powers, la spia che ci provava, Austin Powers in Goldmember
- Paola Giannetti in Desperate Housewives, A.N.T. Farm - Accademia Nuovi Talenti, The Goldbergs
- Paola Piccinato in Chi è sepolto in quella casa?
- Graziella Polesinanti in Zack & Cody al Grand Hotel
- Cinzia Massironi in iCarly
- Aurora Cancian in Nolan - Come diventare un supereroe
- Anna Tuveri ne L'AcchiappaDenti 2
- Ludovica Marineo in The Good Neighbor - Sotto controllo
- Daniela Debolini in Una serie di sfortunati eventi

Da doppiatrice, è stata sostituita da:
- Silvana Fantini in Spider-Man 2 (videogioco)
- Cristina Giolitti in Chowder - Scuola di cucina
- Marzia Ubaldi in Milo su Marte
- Isabella Pasanisi ne La leggenda di Korra
- Barbara Sacchelli in Phineas e Ferb